# Пламли, Мэйсон
Мэйсон Александер Пламли (англ. Mason Alexander Plumlee; родился 5 марта 1990 года в Форт-Уэйне, Индиана) — американский профессиональный баскетболист, выступающий за команду Национальной баскетбольной ассоциации «Финикс Санз». В составе сборной США стал чемпионом мира по баскетболу 2014 года.

## Студенческая карьера
Выступал за «Дьюк Блю Девилз» на протяжении 4 сезонов. В 2010 году стал чемпионом NCAA.

## Профессиональная карьера

### Бруклин Нетс (2013—2015)
Мэйсон Пламли был выбран под общим 22-м номером на драфте НБА 2013 года клубом «Бруклин Нетс». 3 июля 2013 года он подписал многолетний контракт с «Нетс». 15 ноября 2013 Мэйсон впервые сыграл против своего брата Майлса игрока «Финикс Санз». В том матче он набрал 7 очков, отдал 2 передачи, сделал 3 подбора и «Нетс» победили в овертайме 100 на 98. На следующий день Пламли сыграл почти 27 минут из-за отсутствия в составе по причине травм Гарнетта и Лопеса против «Лос-Анджелес Клипперс» и набрал набрал 19 очков. 9 февраля 2014 года в победном для «Нетс» матче Мэйсон Пламли сделал первый в НБА дабл-дабл из 22 очков и 13 подборов. Его выбрали на матч восходящих звёзд НБА 2014 года в команду Уэббера, в то время как Майлс стал игроком команды Хилла заменив травмированного Антича. В матче восходящих звёзд Мэйсон имел на своем счету 20 очков и прибавил к ним 7 подборов и 4 перехвата, а его брат Майлс набрал 4 очка и сделал 3 подбора.17 марта 2014 года братья Пламли снова сыграли друг против друга. Мэйсон в статистическом протоколе матча имел 14 очков и 11 подборов, а Майлс — 3 очка и 6 подборов. «Бруклин» выиграл у «Финикса» 108 на 95.
8 апреля 2014 года «Бруклин Нетс» стояли перед действующим чемпионом НБА «Майами Хит», надеясь стать первой командой, которая победит Леброна Джеймса в 4 матчах регулярного сезона. Мэйсон Пламли был единственным активным центровым в составе «Нетс», так как Гарнетт и Блатч пропускали игру из-за травм. «Бруклин» лидировал со счетом 88 на 87 в заключительные секунды матча, когда Леброн делал попытку данка, который выиграл бы игру для «Хит». Мэйсон заблокировал бросок и обеспечил сухую победную серию «Нетс» в регулярном сезоне над «Майами». На следующий день Нью-Йорк Таймс описала момент подписания Пламли. Хотя Джеймс был явно расстроен игрой, и утверждал, что на нём нарушали правила, НБА позже объявила, что блок-шот Мэйсона Пламли был чистым.
Мэйсон Пламли стал третьим игроком «Нетс», который примет участие в слэм-данк контесте в рамках звёздного уэк-энда. Ранее на конкурс по броскам сверху были приглашены Крис Моррис (1989) и Ричард Джефферсон (2003). Мэйсон Пламли стал четвёртым игроком в истории НБА (и первым в истории «Нетс»), который участвовал в слэм-данк контесте на домашней арене своего клуба. Ранее на домашнем паркете принимали участие в конкурсе по броскам сверху Майкл Джордан (1988), Исайя Райдер (1994) и Блэйк Гриффин (2011).

### Портленд Трэйл Блэйзерс (2015—2017)
25 июня 2015 года был обменян вместе с правами с драфта на Пэта Коннотона в «Портленд Трэйл Блэйзерс» на Стива Блэйка и правами с драфта на Ронди Холлис-Джефферсона. 24 апреля 2016 в матче с «Клипперс» в серии плей-офф Мэйсон Пламли повторил достижение «Блэйзерс» после легендарного Арвидаса Сабониса и совершил 9 передач, а также в этой игре стал первым игроком «Портленда» за 31 год после Сэма Боуи, который сделал 21 подбор в матче плей-офф.

### Денвер Наггетс (2017—2020)
13 февраля 2017 года «Денвер Наггетс» отправил своего центрового Юсуфа Нуркича и пик первого раунда драфта-2017 в «Портленд» в обмен на Пламли и выбор во втором раунде драфта-2018.

### Детройт Пистонс (2020—2021)
1 декабря 2020 года Пламли подписал контракт с «Детройт Пистонс». 14 февраля 2021 в матче против «Нью-Орлеан Пеликанс» игрок впервые в своей карьере сделал трипл-дабл из 17 очков, 10 подборов, 10 передач.

### Шарлотт Хорнетс (2021—2023)
6 августа 2021 года был обменян в Шарлотт Хорнетс. 

### Лос-Анджелес Клипперс (2023—2024)
9 февраля 2023 года Пламли был обменян в «Лос-Анджелес Клипперс» на Реджи Джексона и будущий выбор второго раунда драфта.
14 февраля 2023 года Пламли дебютировал в составе «Клипперс», набрав восемь очков, пять подборов и три передачи в матче против «Голден Стэйт Уорриорз».
3 июля 2023 года стало известно, что Пламли подписал новый однолетний контракт с «Клипперс».

### Финикс Санз (2024—настоящее время)
5 июля 2024 года Пламли подписал контракт с «Финикс Санз». 6 января 2025 года было объявлено, что Пламли будет выходить в стартовой пятерке «Санз».

## Сборная США
29 июля 2014 года Мэйсон Пламли был приглашен в тренировочный лагерь сборной США в Лас-Вегасе для подготовки к чемпионату (кубку) мира по баскетболу 2014. 23 августа стало известно, что он вошёл в состав сборной, которая отправится на первенство мира. Мэйсон сыграл в Испании в 9 матчах (из них в 7 матчах набирал очки) и стал чемпионом мира.

## Семья
Мэйсон имеет братьев Майлса и Маршалла и сестру Мадлен. Все три брата были вовлечены в баскетбольную программу Университета Дьюк; Мейсон и старший брат Майлс были шестой парой братьев выступавших за Дьюк Блю Девилз. Его сестра, Мадлен, играет в волейбол за Университет Нотр-Дама. Старший брат, Майлс, был выбран под общим 26-м номером на драфте НБА 2012 года клубом «Индиана Пэйсерс», в настоящее время играет за «Финикс Санз».

## Статистика

### Статистика в НБА
| Сезон                                                                                    | Команда  | Регулярный сезон | Регулярный сезон | Регулярный сезон | Регулярный сезон | Регулярный сезон | Регулярный сезон | Регулярный сезон | Регулярный сезон | Регулярный сезон | Регулярный сезон | Регулярный сезон | Серия плей-офф | Серия плей-офф | Серия плей-офф | Серия плей-офф | Серия плей-офф | Серия плей-офф | Серия плей-офф | Серия плей-офф | Серия плей-офф | Серия плей-офф | Серия плей-офф |
| Сезон                                                                                    | Команда  | GP               | GS               | MPG              | FG%              | 3P%              | FT%              | RPG              | APG              | SPG              | BPG              | PPG              | GP             | GS             | MPG            | FG%            | 3P%            | FT%            | RPG            | APG            | SPG            | BPG            | PPG            |
| ---------------------------------------------------------------------------------------- | -------- | ---------------- | ---------------- | ---------------- | ---------------- | ---------------- | ---------------- | ---------------- | ---------------- | ---------------- | ---------------- | ---------------- | -------------- | -------------- | -------------- | -------------- | -------------- | -------------- | -------------- | -------------- | -------------- | -------------- | -------------- |
| 2013/14                                                                                  | Бруклин  | 70               | 22               | 18,2             | 65,9             | 0,0              | 62,6             | 4,4              | 0,9              | 0,7              | 0,8              | 7,4              | 10             | 0              | 11,4           | 43,8           | -              | 44,4           | 2,3            | 0,2            | 0,3            | 0,7            | 2,2            |
| 2014/15                                                                                  | Бруклин  | 82               | 45               | 21,3             | 57,3             | 0,0              | 49,5             | 6,2              | 0,9              | 0,8              | 0,8              | 8,7              | 6              | 0              | 8,2            | 66,7           | -              | 36,4           | 1,3            | 0,3            | 0,7            | 0,3            | 2,0            |
| 2015/16                                                                                  | Портленд | 82               | 82               | 25,4             | 51,6             | 0,0              | 64,2             | 7,7              | 2,8              | 0,8              | 1,0              | 9,1              | 11             | 11             | 27,8           | 40,0           | -              | 63,6           | 11,8           | 4,8            | 0,6            | 1,0            | 7,0            |
| 2016/17                                                                                  | Портленд | 54               | 54               | 28,1             | 53,2             | 0,0              | 56,7             | 8,0              | 4,0              | 0,9              | 1,2              | 11,1             | Не участвовал  | Не участвовал  | Не участвовал  | Не участвовал  | Не участвовал  | Не участвовал  | Не участвовал  | Не участвовал  | Не участвовал  | Не участвовал  | Не участвовал  |
| 2016/17                                                                                  | Денвер   | 27               | 10               | 23,4             | 54,7             | 0,0              | 61,8             | 6,4              | 2,6              | 0,7              | 1,1              | 9,1              | Не участвовал  | Не участвовал  | Не участвовал  | Не участвовал  | Не участвовал  | Не участвовал  | Не участвовал  | Не участвовал  | Не участвовал  | Не участвовал  | Не участвовал  |
| 2017/18                                                                                  | Денвер   | 74               | 26               | 19,5             | 60,1             | 0,0              | 45,8             | 5,4              | 1,9              | 0,7              | 1,1              | 7,1              | Не участвовал  | Не участвовал  | Не участвовал  | Не участвовал  | Не участвовал  | Не участвовал  | Не участвовал  | Не участвовал  | Не участвовал  | Не участвовал  | Не участвовал  |
| 2018/19                                                                                  | Денвер   | 82               | 17               | 21,1             | 59,3             | 20,0             | 56,1             | 6,4              | 3,0              | 0,8              | 0,9              | 7,8              | 14             | 0              | 15,6           | 51,1           | 0,0            | 57,1           | 4,4            | 1,5            | 0,5            | 0,7            | 4,6            |
| 2019/20                                                                                  | Денвер   | 61               | 1                | 17,3             | 61,5             | 0,0              | 53,5             | 5,2              | 2,5              | 0,5              | 0,6              | 7,2              | 19             | 0              | 10,9           | 48,7           | 0,0            | 66,7           | 3,2            | 1,3            | 0,2            | 0,4            | 2,4            |
| 2020/21                                                                                  | Детройт  | 56               | 56               | 26,8             | 61,4             | 0,0              | 66,9             | 9,3              | 3,6              | 0,8              | 0,9              | 10,4             | Не участвовал  | Не участвовал  | Не участвовал  | Не участвовал  | Не участвовал  | Не участвовал  | Не участвовал  | Не участвовал  | Не участвовал  | Не участвовал  | Не участвовал  |
| 2021/22                                                                                  | Шарлотт  | 73               | 73               | 24,6             | 64,1             | 0,0              | 39,2             | 7,7              | 3,1              | 0,8              | 0,7              | 6,5              | Не участвовал  | Не участвовал  | Не участвовал  | Не участвовал  | Не участвовал  | Не участвовал  | Не участвовал  | Не участвовал  | Не участвовал  | Не участвовал  | Не участвовал  |
| 2022/23                                                                                  | Шарлотт  | 56               | 56               | 28,5             | 66,9             | -                | 60,5             | 9,7              | 3,7              | 0,6              | 0,6              | 12,2             | Не участвовал  | Не участвовал  | Не участвовал  | Не участвовал  | Не участвовал  | Не участвовал  | Не участвовал  | Не участвовал  | Не участвовал  | Не участвовал  | Не участвовал  |
| 2022/23                                                                                  | Клипперс | 23               | 4                | 19,9             | 72,7             | -                | 77,2             | 6,9              | 1,7              | 0,5              | 0,5              | 7,5              | 5              | 0              | 18,2           | 87,5           | -              | 92,9           | 6,8            | 1,8            | 0,4            | 0,4            | 8,2            |
| 2023/24                                                                                  | Клипперс | 46               | 11               | 14,7             | 56,9             | 0,0              | 70,7             | 5,1              | 1,2              | 0,3              | 0,4              | 5,3              | 6              | 0              | 11,0           | 38,9           | -              | 62,5           | 3,3            | 0,7            | 0,5            | 0,3            | 3,2            |
|                                                                                          | Всего    | 786              | 457              | 22,3             | 59,4             | 4,3              | 57,3             | 6,8              | 2,4              | 0,7              | 0,8              | 8,4              | 71             | 11             | 14,8           | 48,6           | 0,0            | 60,5           | 4,8            | 1,6            | 0,4            | 0,6            | 4,0            |
| Наведите курсор мыши на аббревиатуры в заголовке таблицы, чтобы прочесть их расшифровку. |          |                  |                  |                  |                  |                  |                  |                  |                  |                  |                  |                  |                |                |                |                |                |                |                |                |                |                |                |

### Статистика в колледже
| Сезон                                                                                   | Команда | GP  | GS | MPG  | FG%  | 3P%  | FT%  | RPG  | APG | SPG | BPG | PPG  |  |
| --------------------------------------------------------------------------------------- | ------- | --- | -- | ---- | ---- | ---- | ---- | ---- | --- | --- | --- | ---- |  |
| 2009/10                                                                                 | Дьюк    | 34  | 1  | 14,1 | 46,2 | 25,0 | 54,3 | 3,1  | 0,9 | 0,5 | 0,9 | 3,7  |  |
| 2010/11                                                                                 | Дьюк    | 37  | 31 | 24,6 | 55,0 | 0,0  | 45,9 | 8,0  | 1,3 | 0,8 | 1,5 | 6,7  |  |
| 2011/12                                                                                 | Дьюк    | 34  | 31 | 28,4 | 57,2 | 0,0  | 52,8 | 9,2  | 1,6 | 0,8 | 1,6 | 11,1 |  |
| 2012/13                                                                                 | Дьюк    | 36  | 35 | 34,7 | 59,9 | 0,0  | 68,1 | 10,0 | 1,9 | 1,0 | 1,5 | 17,1 |  |
|                                                                                         | Всего   | 141 | 98 | 25,5 | 56,6 | 20,0 | 58,8 | 7,6  | 1,4 | 0,8 | 1,4 | 9,7  |  |
| Наведите курсор мыши на аббревиатуры в заголовке таблицы, чтобы прочесть их расшифровку |         |     |    |      |      |      |      |      |     |     |     |      |  |